# Ednéia Anjos de Souza
Ednéia Anjos de Souza est une joueuse brésilienne de volley-ball née le 12 septembre 1980 à Carapicuíba (São Paulo). Elle mesure 1,88 m et joue au poste de centrale.

## Clubs
| Club                   | De        | À         |
| ---------------------- | --------- | --------- |
| Leites Nestlé          | 1996-1997 | 1999-2000 |
| Grêmio de Vôlei Osasco | 2000-2001 | 2000-2001 |
| São Caetano            | 2001-2002 | 2001-2002 |
| Tênis São José         | 2002-2003 | 2002-2003 |
| ACF Campos             | 2003-2004 | 2003-2004 |
| Minas Tênis Clube      | 2004-2005 | 2008-2009 |
| Grêmio de Vôlei Osasco | 2009-2010 | 2010-2011 |
| EC Pinheiros           | 2011-2012 | 2011-2012 |
| São Bernardo           | 2012-2013 | 2012-2013 |
| Maranhão Vôlei         | 2013-2014 | 2013-2014 |
| Uniara                 | 2014-2015 | 2014-2015 |
| Manokwari              | jan 2015  | mai 2015  |
| Praia Clube            | 2015-2016 | 2015-2016 |
| Osasco Voleibol Clube  | 2017-2018 | 2017-2018 |
| Clube Curitibano       | jan 2018  | mai 2018  |
| Praia Clube            | 2018-2019 | 2018-2019 |
| AVC Famalicão          | 2020-2021 | …         |

## Palmarès
- Championnat du Brésil
  - Vainqueur : 2010.
  - Finaliste : 2011, 2016.
- Championnat sud-américain des clubs
  - Vainqueur : 2010.
- Championnat du monde des clubs
  - Finaliste : 2010.
- Coupe du Brésil
  - Finaliste : 2016.
- Supercoupe du Brésil
  - Finaliste : 2016.